# Mount Coulthard
Mount Coulthard är ett berg i Kanada.   Det ligger i provinsen Alberta, i den södra delen av landet, 2 900 km väster om huvudstaden Ottawa. Toppen på Mount Coulthard är 2 076 meter över havet.
Terrängen runt Mount Coulthard är kuperad österut, men västerut är den bergig. Runt Mount Coulthard är det glesbefolkat, med 13 invånare per kvadratkilometer.. Närmaste större samhälle är Bellevue, 14,9 km öster om Mount Coulthard.
Trakten runt Mount Coulthard består i huvudsak av gräsmarker.